# Чжан Цзявэй
Чжан Цзявэ́й (кит. упр. 张家玮, пиньинь Zhāng Jiāwěi; род. 8 января 1989, Пиннань, Фуцзянь) — китайский боксёр, представитель легчайшей весовой категории. Выступал за национальную сборную КНР по боксу в 2010—2017 годах, дважды серебряный призёр Азиатских игр, обладатель серебряной медали чемпионата Азии, победитель и призёр многих турниров международного значения, участник летних Олимпийских игр в Рио-де-Жанейро.

## Биография
Чжан Цзявэй родился 8 января 1989 года в провинции Фуцзянь, КНР.
Впервые заявил о себе в боксе в сезоне 2008 года, выиграв серебряную медаль на чемпионате Китая — в финале легчайшей весовой категории его победил Гу Юй.
Первого серьёзного успеха на международном уровне добился в 2010 году, когда вошёл в основной состав китайской национальной сборной и выступил на домашних Азиатских играх в Гуанчжоу, где завоевал серебряную медаль, проиграв решающий поединок представителю Таиланда Ворапою Петчкуму. Помимо этого, дошёл до четвертьфинала на Открытом чемпионате Китая в Гуйяне, потерпев досрочное поражение от россиянина Владимира Никитина.
В 2011 году боксировал на чемпионате Азии в Инчхоне и на чемпионате мира в Баку, в обоих случаях остановился в 1/8 финала.
В 2012 году взял бронзу на Мемориале Бочкаи в Дебрецене. Пытался пройти отбор на летние Олимпийские игры в Лондоне, однако на Азиатской олимпийской квалификации в Астане дошёл лишь до четвертьфинала.
В 2013 году был лучшим на Мемориале Бочкаи в Дебрецене и на Кубке Роберто Баладо в Гаване, занял третье место в зачёте китайского национального первенства, выступил на мировом первенстве в Алма-Ате.
В 2014 году стал серебряным призёром на Кубке химии в Галле и на турнире Хиральдо Кордова Кардин в Гаване, выиграл Открытый чемпионат Китая в Гуйяне, завоевал серебряную медаль на Азиатских играх в Инчхоне.
На чемпионате Китая 2015 года занял второе место в легчайшем весе.
В 2016 году одержал победу на Мемориале Странджи в Софии, получил серебро на Кубке химии в Галле, достаточно успешно выступал в лиге AIBA Pro Boxing и благодаря этим выступлениям удостоился права защищать честь страны на Олимпийских играх в Рио-де-Жанейро — в категории до 56 кг благополучно прошёл первого соперника по турнирной сетке, тогда как во втором бою единогласным решением судей потерпел поражение от кубинца Робейси Рамиреса, который в итоге и стал победителем этого олимпийского турнира.
После Олимпиады Чжан ещё в течение некоторого времени оставался в составе боксёрской команды Китая и продолжал принимать участие в крупнейших международных турнирах. Так, в 2017 году в легчайшем весе он вновь выиграл Мемориал Бочкаи в Дебрецене, стал серебряным призёром чемпионата Азии в Ташкенте, боксировал на чемпионате мира в Гамбурге.